# Orliénas
Orliénas – miejscowość i gmina we Francji, w regionie Owernia-Rodan-Alpy, w departamencie Rodan.
Według danych na rok 1990 gminę zamieszkiwało 1617 osób, a gęstość zaludnienia wynosiła 155 osób/km² (wśród 2880 gmin regionu Rodan-Alpy Orliénas plasuje się na 528. miejscu pod względem liczby ludności, natomiast pod względem powierzchni na miejscu 1089.).